# Nuoto sincronizzato ai campionati mondiali di nuoto 2013 - Squadre (programma tecnico)
La fase preliminare si è svolta la mattina del 20 luglio 2013, mentre la finale si è svolta la sera del 22 luglio.

## Medaglie
| Posizione | Atleta | Paese   |
| --------- | --- | ------- |
| Oro       | Vlada Čigirëva Michaėla Kalanča Dar'ja Korobova Anisya Olkhova Aleksandra Packevič Elena Prokof'eva Alla Šiškina Marija Šuročkina Anželika Timanina Aleksandra Zueva     | Russia  |
| Argento   | Clara Basiana Alba María Cabello Clara Camacho Ona Carbonell Margalida Crespí Thaïs Henríquez Paula Klamburg Sara Levy Meritxell Mas Cristina Salvador                   | Spagna  |
| Bronzo    | Lolita Ananasova Maryna Golyadkina Olena Grechykhina Ganna Klymenko Kateryna Reznik Oleksandra Sabada Kateryna Sadurska Anastasiya Savchuk Anna Vološyna Olha Zolotarova | Ucraina |

## Risultati
in verde sono denotate le finaliste.
| Pos. | Nazione        | Preliminare | Preliminare | Finale    | Finale |
| Pos. | Nazione        | Punti       | Pos.        | Punti     | Pos.   |
| ---- | -------------- | ----------- | ----------- | --------- | ------ |
|      | Russia         | 96.500      | 1           | 96.600    | 1      |
|      | Spagna         | 94.700      | 2           | 94.400    | 2      |
|      | Ucraina        | 93.200      | 3           | 93.300    | 3      |
| 4    | Giappone       | 92.200      | 4           | 92.200    | 4      |
| 5    | Canada         | 90.100      | 5           | 90.300    | 5      |
| 6    | Italia         | 89.600      | 6           | 89.900    | 6      |
| 7    | Francia        | 87.100      | 7           | 87.200    | 7      |
| 8    | Grecia         | 86.300      | 8           | 86.400    | 8      |
| 9    | Corea del Nord | 83.800      | 11          | 84.300    | 9      |
| 10   | Brasile        | 84.600      | 9           | 84.000    | 10     |
| 11   | Messico        | 84.100      | 10          | 83.700    | 11     |
| 12   | Paesi Bassi    | 81.800      | 12          | 81.700    | 12     |
| 16.5 | H09.5          |             |             | 00:55.635 | O      |
| 13   | Kazakistan     | 81.600      | 13          |           |        |
| 14   | Egitto         | 77.000      | 14          |           |        |
| 15   | Singapore      | 69.800      | 15          |           |        |
| 16   | Costa Rica     | 63.400      | 16          |           |        |